# Rainer Beckmann (Politiker, 1948)
Rainer Beckmann (* 8. August 1948 in Grube, Westprignitz) ist ein deutscher Politiker (SPD).

## Leben
Beckmann besuchte 1955 bis 1965 die POS Perleberg und machte 1965 bis 1967 eine Ausbildung als Nähmaschinenmechaniker. 1967 bis 1969 arbeitete er als Kundendienstmechaniker und studierte anschließend an der TH Wismar. 1973 schloss es das Studium als Diplomingenieur Maschinenbau ab. 1973 bis 1990 war er Projektant, Gruppenleiter, Abteilungsleiter in der Investitionsvorbereitung und Rationalisierung. 1990 wurde er Ressortleiter Wirtschaft, Gewerbe, Regionalentwicklung in der Bezirksverwaltungsbehörde Schwerin.
Beckmann ist verheiratet und hat eine Tochter.

## Politik
Bei der Landtagswahl in Mecklenburg-Vorpommern 1990 wurde er über die Landesliste der SPD in den Landtag Mecklenburg-Vorpommern gewählt. Im Landtag war er Vorsitzender des Untersuchungsausschusses „Vertragsabschlüsse Schiffbau und Schiffahrt“ und Mitglied des Wirtschaftsausschusses. Bei der Landtagswahl in Mecklenburg-Vorpommern 1994 wurde er als Direktkandidat im Wahlkreis 8 (Schwerin I) mit 34,6 % der Stimmen wiedergewählt. 1998 schied er aus dem Landtag aus.